# Manuel de La Serna y Hernández Pinzón
Manuel de La Serna y Hernández Pinzón (Lebrija, Andalusia, desembre de 1804 - Sevilla, Andalusia, 24 de juny de 1878) fou un militar espanyol.
Entrà en el servei militar el 18 de gener de 1816, en classe de cadet agregat al regiment de Galícia. Va concórrer a les accions de Jolox, Comares i Montefrio el 1819, en la qual fou ferit, i a les lluites empenyorades dels camps de Jaén, en els d'Avilés i a les muntanyes del Madroño (1820 i 1824), en l'última caigué presoner. A conseqüència del seu comportament, que li va merèixer l'estimació dels seus caps, aconseguí el grau de subtinent d'infanteria.
En la primera guerra carlina es trobà en la defensa de Lerombier (1835), a les avançades de Sant Sebastià (1836), en l'aixecament del setge de Bilbao i en la memorable Batalla de Luchana, en la qual va caure ferit greument en la cama esquerra. Ascendit a primer tinent, durant l'Expedició Reial es trobà en les accions de Barbastre i Xiva (juny i juliol de 1837), demostrant tanta valentia en aquells combats, que sobre el mateix camp de batalla rebé el grau de capità, lluitant en l'Acció de Maella. En reconeixement del que va fer pels voltants d'Almúnia (25 de desembre) ascendí a comandant, després d'assistir al setge de Morella de 1838 i a les accions posteriors a la retirada del general Oria.
Acabada la guerra civil, assolí la llicència per a separar-se del servei actiu per guarir-se de les ferides, i va romandre en aquella situació fins al 1842. L'any següent concorri a la defensa de Sevilla, que li valgué el grau de tinent coronel, i alguns anys més tard ascendí a coronel (12 de desembre de 1851). Nomenat segon caporal interí del districte de Sevilla, figurà en els esdeveniments de Cadis (1868) i abans el 1858 havia ascendit a brigadier, i a mariscal de camp (30 de setembre de 1868). El 9 de novembre de 1871 se li concedí el grau de tinent general, que fou el grau superior que aconseguí en l'exèrcit. Ja en campanya, se'l destinà a comandar el segon cos d'exèrcit, prenent part molt activa en els combats que precediren la revolta de Bilbao. Atacà pel centre de la serralada de Galdames, apoderant-se de la línia dreta del riu Somorrostro i tota la del ferrocarril fins a Portugalete, operació en la qual s'apoderà de tota l'artilleria carlista i d'abundants municions.
Poc temps després fou director general d'artilleria i comandament en cap del tercer cos d'exèrcit del Nord; prengué a l'enemic la plaça de Laguardia i els obligà aixecar el bloqueig d'Irun, no sense sostenir abans unes fortes lluites a San Marcos i San Marcial, i davant el rei Alfons XII dirigí les encertades operacions, a conseqüència de les quals conquerí i ocupà la línia del riu Arga, pel que el govern li atorgà el títol de marquès d'Irun.
Després d'acabada la guerra civil, fou primer ajudant d'Alfons XII (24 de febrer de 1875), novament director general d'artilleria des de l'11 de juliol de 1877 i capità general de Puerto Rico des del 16 de setembre de 1877 fins al 16 d'abril de 1878, any en què va morir.